# Belba macropoda
Belba macropoda är en kvalsterart som beskrevs av Berlese 1904. Belba macropoda ingår i släktet Belba och familjen Damaeidae. Inga underarter finns listade.